# كوني كاي
كوني كاي (بالإنجليزية: Connie Kay)‏ هو عازف جاز أمريكي، ولد في 27 أبريل 1927 في Tuckahoe ‏، وتوفي في 30 نوفمبر 1994 في مانهاتن في الولايات المتحدة.

## وصلات خارجية
- كوني كاي على موقع IMDb (الإنجليزية)
- كوني كاي على موقع الموسوعة البريطانية (الإنجليزية)
- كوني كاي على موقع ميوزك برينز (الإنجليزية)
- كوني كاي على موقع أول ميوزيك (الإنجليزية)
- كوني كاي على موقع ديسكوغز (الإنجليزية)